# Ib Michael

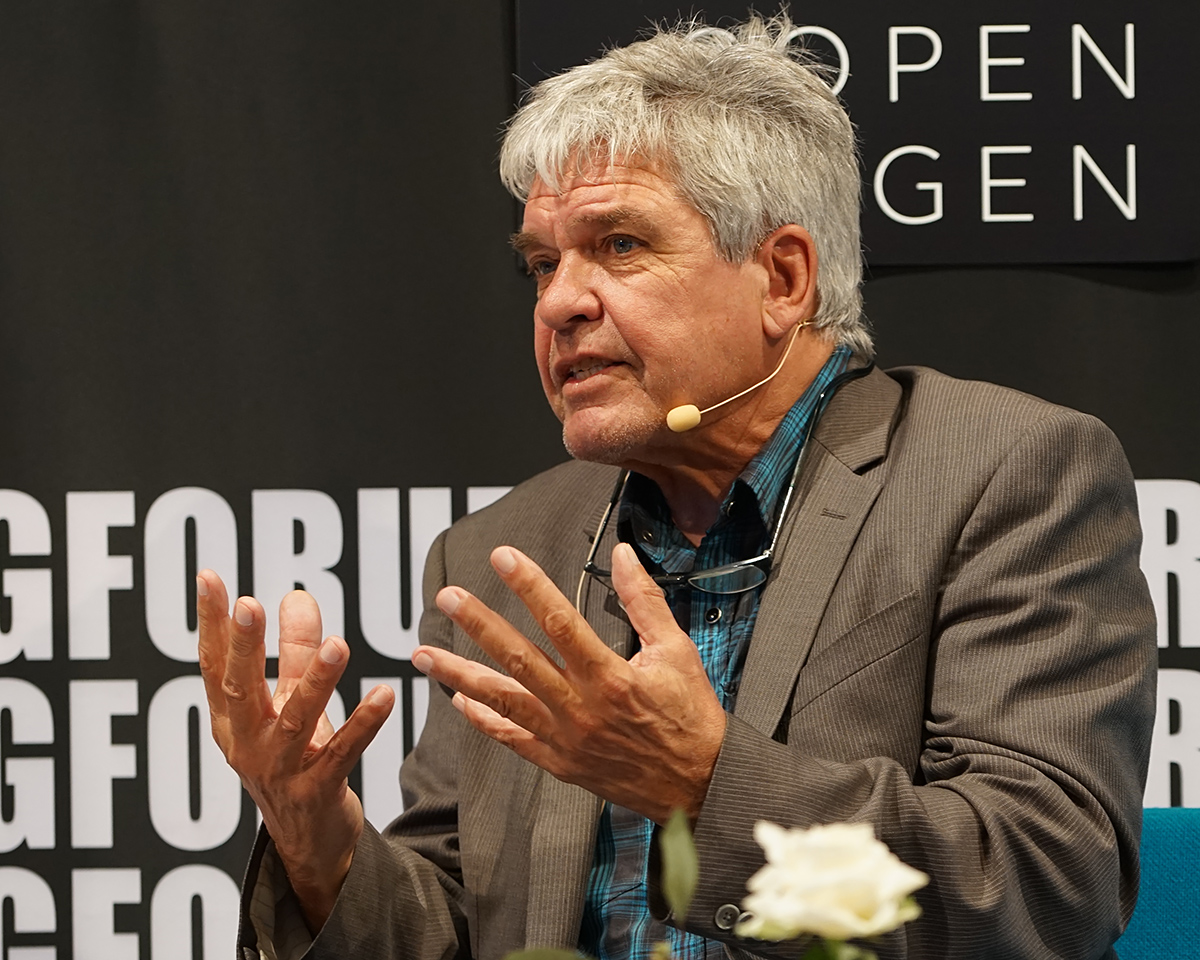
Ib Michael (2015)

Ib Michael es un poeta y novelista danés nacido en 1945 in Roskilde. Su estilo narrativo ha sido comparado con el realismo mágico. 
Fue alumno de la Universidad de Copenhague, en donde estudió la lengua y cultura de las civilizaciones indígenas y de América Central. En su juventud también recorrió varios continentes, y estuvo en Latinoamérica, China, Tíbet y la Polenisia. Esos viajes han tenido una gran influencia en su obra literaria.
En sus novelas y poemas fantásticos el espacio y el tiempo, lo local y lo global, se funden para presentarle al lector una versión lás rica del mundop que lo rodea. 
Es el autor de Kejserfortællingen (La historia del tigre), Vanillepigen (La muchacha vainilla), Den tolvte rytter (El soldado de medianoche), Brev til månen (Carta a la Luna), y Prins (Príncipe, publicado en español por la editorial Salamandra). 
Sus dos últimas obras son dos novelas de suspenso, Kejserens Atlas (El atlas del emperador) y Grill (Parrilla). En ellas el autor continúa su crítica a la hegemonía occidental y a su culto a la razón.
Ha ganado numerosos premios en su país, dentro de los que destacan Autor del Año en 1990, el Premio de la Crítica en 1991, el Premio de la Academia Danesa en 1994 y el de Autor Favorito de los Daneses en 1995.

## Obras
- En hidtil uset drøm om skibe (1970).
- Warum ist die Banane so krumm (1973) (Por qué la banana es tan curva).
- Rejsen tilbage (1977).El viaje de regreso
- Rejsen til det grønne firben 1980) (El viaje del lagarto verde).
- Kejserfortællingen (1981).El cuento del emperador
- Troubadourens lærling (1984).El aprendiz del trobador
- Himmelbegravelse (1986).
- Hajskygger (1988).
- Kilroy, Kilroy (1989).
- Vinden i metroen (1990) (El viento en el metro).
- Vanillepigen (1991) (La muchacha de vainilla).
- Den tolvte rytter (1993) (El soldado de medianoche).
- Brev til månen (1995) (Carta a la Luna).
- Prins (1997) (Príncipe, publicado en español por la editorial Salamandra en 2002).
- Atkinsons biograf - en vandrehistorie (1998).
- Rosa Mundi (2000).
- Kejserens Atlas (2001) (El atlas del emperador).
- Paven af Indien (2003).ElPapa de la India
- Grill (2005) (Parrilla).

- Blå bror (2006) (El hermano azul).